# Tenie
Tenia în clasificarea științifică a animalelor este un gen care cuprinde mai multe specii de viermi lați paraziți. Tenia este alcătuită din scolex, gât și segmente cu ouă. În fiecare segment există aprox. 100 000 ouă, iar segmentele sunt în jur de 1500 la număr. Tenia are o lungime neobișnuit de mare, între 6-10 metri. 
Formele adulte ale teniilor parazitează sistemul digestiv al carnivorelor din diverse specii, inclusiv omul, producând parazitozele grupate generic sub numele de teniaze. Formele larvare parazitează gazde intermediare ierbivore, domestice sau silvestre, la nivelul țesutului celular subcutanat, mușchilor, diverselor organe sau sistemului nervos central, producând parazitoze al căror nume și localizare diferă în funcție de tipul de formă larvară (cisticercoze, cenuroze, chisturi hidatice etc.). Ocazional, formele larvare pot infesta și omul, dacă acesta consumă carne insuficient preparată termic, producând boli a căror severitate depinde de localizarea acestora.

## Caracteristici morfologice
Teniile adulte au corpul turtit, ca o panglică, de culoare albă sau alb-gălbuie, cu o lungime variabilă, de la 50 cm la peste 10 metri, în funcție de specie. Acesta este format din numeroase segmente, numite proglote. La capătul anterior, mai subțire, se găsește un cap rotund cu rol de fixare, numit scolex, prevăzut cu 4 ventuze și 2 coroane de cârlige. Cu ajutorul scolexului, tenia se fixează pe pereții intestinului gazdei. Formațiunea anatomică de legătură între scolex și corpul teniei se numește gât. Proglotele terminale conțin un număr foarte mare de ouă (peste 100.000), care sunt eliminate în mediu odată cu materia fecala a gazdei .

## Ciclu vital
Viermele adult se dezvoltă în intestinul carnivorelor, ca urmare a ingestiei de carne sau organe infestate cu formațiuni larvare. La teniile mature, proglotele terminale, care conțin un număr foarte mare de ouă, se desprind și sunt eliminate în mediu odată cu fecalele gazdei. Ingerate apoi de ierbivore (gazdele intermediare), ouăle ajung în intestinul acestora, unde eliberează oncosfere, care trec în sânge și sunt transportate la organele pe care le vor parazita, evoluând în formațiuni monolarvare (cisticerci) sau multilarvare (cenuri, chisturi hidatice) în funcție de specia de tenie căruia îi aparțin. Carnea sau organele infestate, consumate de carnivore, eliberează larvele în intestinul acestora, și ciclul se reia.
Boala produsă de tenie este teniaza,ea provoacă slăbirea organismului gazdei și tulburări nervoase.